# Battaglia di Vicus Helena
La battaglia di Vicus Helena fu uno scontro tra i Franchi Sali guidati da Clodione e soldati romani comandati dal generale Aezio, e vinto da questi ultimi. Lo scontro è riportato da un numero limitato di fonti tardo-romane e alto-medievali, secondo cui fu combattuto intorno all'anno 448 in un luogo non identificato di nome Vicus Helena, nei pressi di Civitas Atrebatium, nel moderno Artois.

## Fonti
La maggior parte delle informazioni sopravvissute sulla battaglia di Vicus Helena provengono dal Panegirico a Maggioriano, scritto in lode delle imprese militari di Maggioriano nel 458 da Sidonio Apollinare:
(Sidonio Apollinare, Panegirico a Maggioriano, V, 210–218)
Alcune informazioni circostanziali sono fornite da Gregorio di Tours nella sua Storia dei Franchi (Libro 2, Capitolo 9).

## Antefatti
I Franchi erano foederati dei Romani sin dal 358, ma saccheggiavano regolarmente città e villaggi all'interno dell'Impero romano; tra il 445 e il 450, i Franchi Salii sotto Clodione conquistarono le città di Turnacum (l'odierna Tournai) e Cameracum (Cambrai), che divennero centri del potere franco. La cattura di Cameracum deve essere avvenuta dopo il 443, perché Gregorio menziona che i Burgundi si erano già stabiliti a est del fiume Rodano. Successivamente, i Franchi si espansero verso il fiume Somme. Intorno al 448, anche la città di Nemetocenna (l'odierna Arras) fu probabilmente saccheggiata dai Franchi.

## Battaglia
Secondo quanto riferito, il generale romano Maggioriano, che sarebbe diventato l'Imperatore romano d'Occidente nel 457, soppresse una rivolta dei Bagaudi in Armorica nel 448, e poi difese con successo Turonum (Tours) da un assedio. «Poco dopo», secondo Sidonio Apollinare, i Franchi guidati da «Cloio» (Clodione), che stavano tenendo un ricevimento di nozze, caddero in un'imboscata dei Romani vicino a Vicus Helena. Aezio diresse le operazioni mentre Maggioriano combatteva con la cavalleria. I romani uscirono vittoriosi dallo scontro.

## Luogo e data
Per secoli, gli studiosi non sono stati in grado di individuare la posizione di Vicus Helena, né di determinare la data precisa della battaglia. Nel suo Declino e caduta dell'Impero romano Volume VI (1789), Edward Gibbon affermò che «sia il nome sia il luogo sono stati scoperti dai geografi moderni a Lens». Scrivendo per la Magasin encycloédique nel 1797, Guilmot affermò di averlo identificato col villaggio di Évin, sulla strada tra Tournai e Arras. Alexandre-Joseph-Hidulphe Vincent pubblicò un saggio nel 1840, sostenendo che né Lens né Hesdin (due candidati popolari ai suoi tempi) erano plausibili, ma che Allaines vicino al Mont Saint-Quentin e la città di Péronne erano il perduto Vicus Helena. Hubert le Bourdellès (1984) ha suggerito l'Abbazia di Saint-Amand, che era conosciuta come Elnon(e). Tony Jaques (2007) ha sostenuto Hélesmes e l'anno 431. De Boone (1954) collegò il riferimento di Sidonio a una Loira ghiacciata all'inverno eccezionalmente rigido del 442-3 menzionato dagli Annali di Marcellino, ma Lanting & van der Plicht (2010) hanno respinto questa ipotesi, poiché Marcellino non menziona alcun rigido inverno in Gallia, e si è concentrato principalmente sull'Impero romano d'Oriente; gli ultimi due si sono invece concentranti sulla carriera militare di Maggioriano (Sidonio lo definisce uno iuvenis o «giovane» nel 458, mentre aveva lasciato il servizio militare attivo prima del 454, suggerendo una nascita intorno al 420), concludendo che il 445-450 sia il periodo più probabile per la battaglia. Dierkens & Périn (2003) hanno notato che Maggioriano aveva sconfitto i Bagaudi e liberato Tours poco prima della battaglia di Vicus Helena; datarono i primi due eventi (e quindi anche Vicus Helena) al 448, e avallarono l'ipotesi di Hélesmes. Alexander O'Hara (2018) ha suggerito «intorno al 448» in «un sito non identificato nell'Artois», ipotizzando che possa essere collegato anche alla distruzione di Arras in quel periodo, sebbene non si sappia se Arras sia stato saccheggiato dagli Unni o Franchi.